# Grenzgewinn
Grenzgewinn (englisch marginal profit) ist in der Betriebswirtschaftslehre und Mikroökonomik der zusätzliche Gewinn, der durch eine (infinitesimal kleine) weitere produzierte Einheit eines Produktes oder einer Dienstleistung zu erwarten ist.

## Allgemeines
Die Wirtschaftswissenschaften kennen viele Komposita wie Grenzertrag, Grenzkosten, Grenznutzen oder Grenzpreis, denen gemeinsam ist, dass es um den Zuwachs geht, der durch den Einsatz einer weiteren Einheit einer ökonomischen Größe erzielt oder aufgewendet wird. Das ist auch beim Grenzgewinn der Fall, einem auf den zusätzlichen Einsatz von Produktionsfaktoren zurückzuführenden Gewinnzuwachs. Beim Grenzgewinn kommt es mithin auf die Erfüllung der Gewinnfunktion an, so dass andere Ursachen des Gewinnzuwachses (etwa Preiserhöhungen des Verkaufspreises) keine Rolle spielen.

## Ermittlung

Vollkommener Wettbewerb im kurzfristigen Modell

Ausgangspunkt ist die Gewinnfunktion {\displaystyle G(x)} als Differenz zwischen Erlösfunktion {\displaystyle E(x)} und Kostenfunktion {\displaystyle K(x)}:
{\displaystyle G(x)=E(x)-K(x)}.
Da es sich um eine Funktion handelt, können in der Grenzgewinnfunktion alle möglichen Produktionsmengen für {\displaystyle x} eingesetzt werden; man erhält stets den jeweiligen Zusatzgewinn beim entsprechenden Produktionsniveau. Der Grenzgewinn ist die erste Ableitung dieser Funktion. Nach der Summenregel gilt
{\displaystyle G'(x)=E'(x)-K'(x)},
d. h. der Grenzgewinn ist die Differenz aus Grenzerlös {\displaystyle E'} und Grenzkosten {\displaystyle K'}.
Ist der Grenzgewinn null, so kann durch den zusätzlichen Einsatz von Produktionsfaktoren keine Gewinnsteigerung mehr erwartet werden, das Gewinnmaximum ist erreicht. Hier gilt die Gleichheit von Grenzkosten und Grenzerlösen.

## Anwendung
Bei Investitionen (insbesondere Ersatzinvestitionen und Erweiterungsinvestitionen) ist in der Investitionsrechnung der Grenzgewinn eine wichtige betriebswirtschaftliche Kennzahl. Danach lohnt sich eine Ersatz- oder Erweiterungsinvestition, wenn der Grenzgewinn der alten oder bisherigen Anlage geringer ist als der einer neuen oder erweiterten Anlage. Letztlich ist der Grenzgewinn die maßgebliche Entscheidungsgrundlage bei jeder Anschaffung oder Veräußerung.

## Wirtschaftliche Aspekte
Sind die Grenzkosten und Grenzerlöse gleich groß, erreicht ein Unternehmen sein Gewinnmaximum als Zielgröße der Gewinnmaximierung. Nimmt das Absatzvolumen in der Preis-Absatz-Funktion weiter zu, werden Erich Gutenberg zufolge die Grenzerlöse sinken und schließlich niedriger sein als die Grenzkosten, wodurch die Grenzgewinne negativ werden. Ein negativer Grenzgewinn hat zur Folge, dass sich der Gesamtgewinn verringert. Die Untersuchung des Grenzgewinns kann Aufschluss darüber geben, wie viele Einheiten eines Produktes oder einer Dienstleistung abgesetzt werden müssen, um die Gewinnschwelle (englisch Break-even-Point) zu erreichen.